# Pregel
Il Pregel (in tedesco: Pregel; in jidisch: פּרעגעל Pregel) o Pregolja (in russo Преголя, Pregolja; in polacco: Pregoła) è un fiume dell'oblast' di Kaliningrad in Russia, anticamente situato nella metà settentrionale dell'antica Prussia Orientale, oggi annessa alla Russia. Scorre nei rajon Černjachovskij, Gvardejskij, Gur'evskij e nella città di Kaliningrad.
Il Pregel, la cui etimologia risale alla parola in antico prussiano preigillis (che significa "profondo"), è lungo 123 km e, contando l'Angrapa, uno dei suoi principali affluenti, 292 km. Il suo bacino idrografico si estende su 15.500 km². La sua portata media è di 90 m³/s.

## Percorso
Il Pregel nasce ad ovest di Černjachovsk dalla confluenza dell'Instruč e dell'Angrapa per poi dirigersi verso ovest attraverso una vasta pianura. Per mezzo della Dejma, che se ne separa a Gvardejsk, si getta poi nella laguna dei Curi ed è collegato, sempre tramite la Dejma e il canale Polesski, al fiume Nemunas.
Sfocia nella laguna della Vistola a valle di Kaliningrad.

## Peculiarità
In gran parte canalizzato, è navigabile lungo tutto il suo corso. Ciononostante, dopo la costruzione della ferrovia Königsberg - Insterburg nel XIX secolo, la sua importanza per i trasporti è notevolmente diminuita.

## Città e villaggi attraversati
- Chernyakhovsk
- Znamensk (Oblast' di Kaliningrad)
- Gvardejsk
- Kaliningrad

## Affluenti
- Pissa
- Lava/Łyna
- Angrapa
- Instruč